# Carlos Bustillo
Carlos Javier Bustillo (Astudillo, Palencia, 13 de noviembre de 1967) es un periodista español de la Cadena SER.

## Biografía
Estudió la EGB en Astudillo y en el Colegio San Pablo de Peñafiel con los Pasionistas. Después realizó la carrera en la Universidad Complutense de Madrid, donde se licenció en Ciencias de la información (comunicación)
Bustillo es conocido por ser el productor del programa radiofónico español deportivo El Larguero, donde también anuncia los resultados y clasificaciones y otras noticias breves. En los veranos de 1987 y 1988 realizó prácticas en Radio Palencia y desde junio de 1989 estuvo vinculado a la Cadena SER. 
Es miembro fundacional de El Larguero (septiembre de 1989). Ha cubierto los Juegos Olímpicos de Barcelona 92, el Mundial de Fútbol de 1994 en Estados Unidos, y el del 2010 en Sudáfrica. las Eurocopas de 1996, 2000, 2004 y 2008 y 2012, 5 ediciones del Tour de Francia y 12 de la Vuelta Ciclista a España. Bustillo, productor de El Larguero, es una de las piezas fundamentales para que la maquinaria del programa líder deportivo de las noches radiofónicas españolas no falle. Desde septiembre del 2016 trabaja en El Transistor, programa deportivo de Onda Cero junto a José Ramón de la Morena, siendo su mano derecha.
- Datos: Q5749909